# Du côté de la côte
Pour plus de détails, voir Fiche technique et Distribution.
Du côté de la côte est un film français réalisé par Agnès Varda et sorti en 1958.

## Synopsis
Visite touristique et documentaire le long de la Riviera. L'exotisme, les couleurs du tourisme, celle du carnaval et de l'Éden. Une île. Des parasols qui se ferment à la fin sur une chanson de Georges Delerue.
Eden Roc, Eden toc. Le paradis sur la Riviera, c'est l'île en face.

## Fiche technique
- Titre original : Du côté de la côte
- Réalisation et scénario : Agnès Varda
- Assistant à la réalisation : Michel Mitrani
- Photographie : Quinto Albicocco
- Montage : Henri Colpi, Jasmine Chasney
- Musique : Georges Delerue
- Scripte : Anne Olivier
- Production : Anatole Dauman, Philippe Lifchitz
- Sociétés de production : Argos Films (France), Ciné-Tamaris (France)[1]
- Sociétés de distribution : Argos Films (France)[2], Ciné-Tamaris[2] (France), Roissy Films[3] (vente à l'étranger)
- Pays d'origine : France
- Langue originale : français
- Genre : documentaire
- Format : 35 mm — couleur (Eastmancolor) — 1.33:1[1] — monophonique
- Durée : 24 minutes
- Dates de sortie :
  - 1958 (Festival du court métrage de Tours[4],[5]), 14 juin 1959 dans les salles (en complément d’Hiroshima mon amour d'Alain Resnais[4])
  - Octobre-novembre 1967 : diffusion quotidienne durant les deux premiers mois du lancement de la deuxième chaîne couleur de l’ORTF[1]
- Classification CNC : tous publics (visa d'exploitation no 21220 délivré le 30 décembre 1958)

## Distribution
- Roger Coggio (voix off) : narrateur
- Anne Olivier (voix off) : narratrice
- Jacopo Nizi : le souffleur

## Production

### Genèse
Commande de l'Office de tourisme français. 

### Tournage
- Période de prises de vue : juillet-août 1958[4].
- Lieux de tournage : Nice (Alpes-Maritimes), Saint-Tropez (Var)[6].

### Chanson
Du côté de la côte, paroles d'Agnès Varda et musique de Georges Delerue, interprétée par Jean-Christophe Benoît,.

## Distinctions

### Récompense
- 1959 : prix du film de tourisme, Bruxelles[4],[1].

### Nonimations et sélections
- Festival du court métrage de Tours 1958[4],[1] : sélection.
- Festival international du court métrage d'Oberhausen 1959[1] : sélection.